# Club Náutico Marítimo de Benalmádena

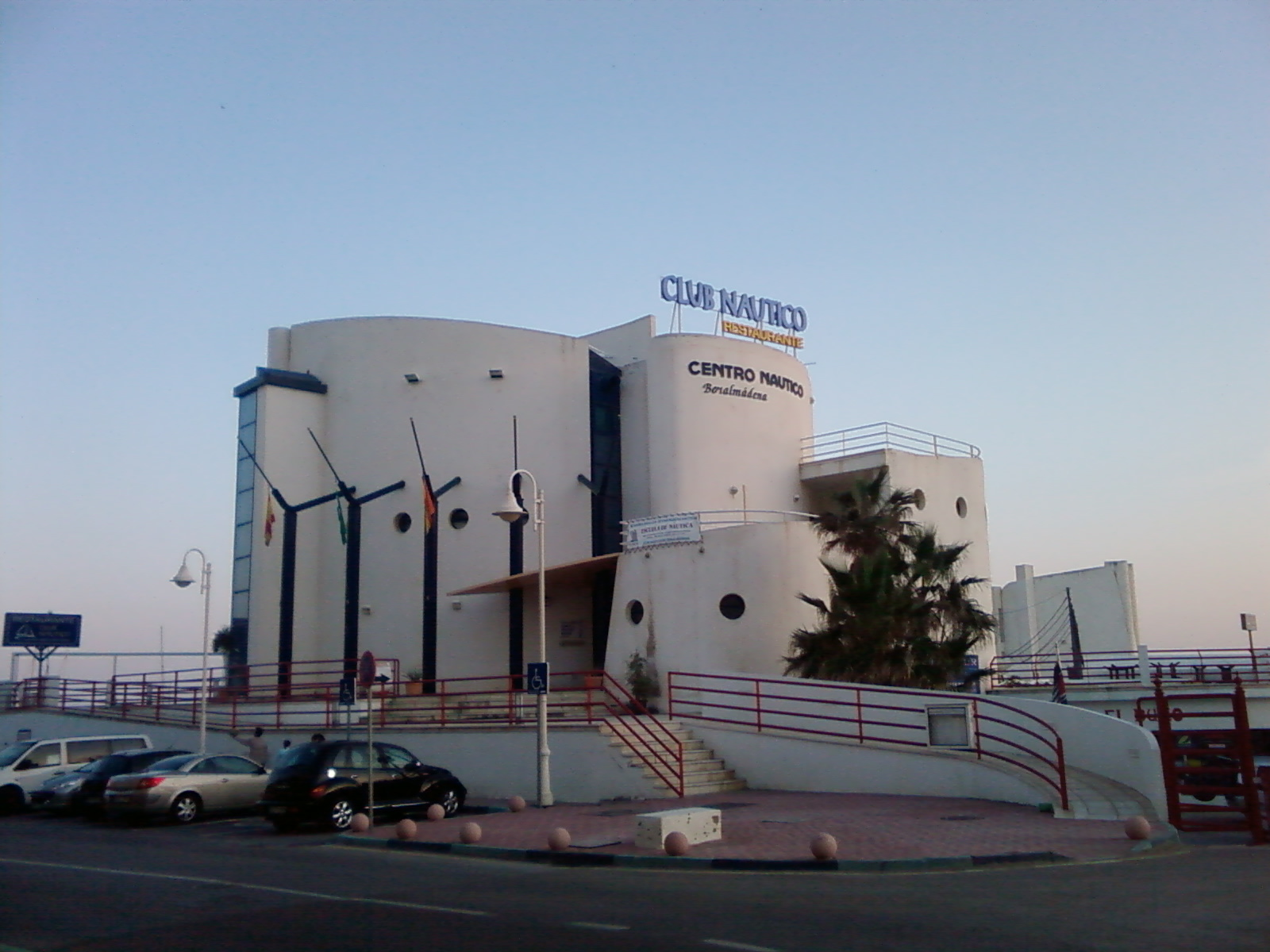
Centro Náutico.

El Club Náutico Marítimo de Benalmádena es un club náutico situado en el municipio de Benalmádena, provincia de Málaga (España).

## Historia
Fue fundado el 31 de julio de 1976 en la rebotica de la farmacia de la Avenida de Blas Infante de Arroyo de la Miel, en Benalmádena; y su primer presidente fue Miguel Ángel Samaniego Picatoste.
Al año siguiente siendo presidente Lorenzo Valderrama, los Estatutos del Club son aprobados por la Delegación Nacional de Educación Física y Deportes y quedan registrados en el Registro Nacional de Clubes y Sociedades Deportivas con el número 9191. A partir de ese momento comienzan las gestiones para encontrar una ubicación para la Sede Social del Club en el Puerto Deportivo de Benalmádena. En la década de 1980 se absorbe al Club Los Delfines mientras que la Comisión Municipal Permanente acuerda ceder cuatro vanos de locales situados bajo la acera de Avenida de Juan Sebastián Elcano del puerto.
Desde  1985 se estudia la posibilidad de construir una sede social propia. En 1998 se coloca la primera piedra del edificio, situado en Avda. Juan Sebastián Elcano, entre el Puerto Deportivo de Benalmádena y la playa Malapesquera, inaugurado en 2002 por su presidente Pedro González y el entonces Alcalde Enrique Bolín.
A partir del año 2006, siendo presidente Jorge Román, en el Club Náutico M. de Benalmádena se llevan a cabo cambios en los estatutos, nuevo escudo del Club, diseñado por el propio presidente, y se obtienen sus mejores resultados deportivos alcanzando ese mismo año la primera posición del ranking de clubes de Málaga por delante del Real Club Mediterráneo y tercero de Andalucía en el Grupo Oro de la Federación Andaluza de Vela. Como colofón de esta etapa presidencial, el armador Javier Banderas  consigue ganar de forma consecutiva la Copa del Rey de Vela en sus ediciones de 2009 y 2010 en aguas de Palma de Mallorca participando bajo el escudo del Club.
En 2011 accede a la presidencia del club José Antonio Macías bajo cuyo mandato se logran nuevos éxitos eportivos que llevan al club nuevamente a ser el primero de la provincia y el tercero de Andalucía, se potencian y sirven de ejemplo al resto de los clubes de Málaga los campamentos de verano por el que pasan miles de niños y niñas. El Puerto Deportivo de Benalmádena y el Club Náutico Marítimo de Benalmádena ponen en marcha la Escuela Náutica Municipal, abriendo así el abanico de posibilidades deportivas del Municipio, ofertando una escuela de vela ligera y una de multiactividades náuticas (Stand Up Padel, Kayak, Surf, etc).
En el año 2019 Laura Moleón se convierte en la primera presidenta del Club Náutico Marítimo de Benalmádena siendo la primera presidenta de un club náutico de Andalucía y la cuarta presidenta en España.